# Médio Tejo

El Médio Tejo es una comunidad intermunicipal y subregión estadística portuguesa, parte de la Región Centro y de los distritos de Santarém y Castelo Branco. Está situada
mayoritariamente en la región histórica y cultural de Ribatejo, con dos municipios (Sertã y Vila de Rei) en la región histórica de Beira Baixa. Limita a noroeste con la Región de Leiría, al norte con la Región de Coímbra, al este con la Beira Baixa y Alto Alentejo, y al sur con la región ribatejana de Lezíria do Tejo.
Comprende 13 concelhos:
- Abrantes
- Alcanena
- Constância
- Entroncamento
- Ferreira do Zêzere
- Mação[1]
- Ourém
- Sardoal
- Sertã
- Tomar
- Torres Novas
- Vila de Rei
- Vila Nova da Barquinha

## Ciudades
- Abrantes, Entroncamento, Fátima (ciudad y freguesia en el municipio de Ourém), Ourém, Tomar y Torres Novas.